# NGC 4780
NGC 4780 је спирална галаксија у сазвежђу Девица која се налази на NGC листи објеката дубоког неба.
Деклинација објекта је - 8° 37' 15" а ректасцензија 12h 54m 5,2s. Привидна величина (магнитуда) објекта NGC 4780 износи 13,4 а фотографска магнитуда 14,1. NGC 4780 је још познат и под ознакама MCG -1-33-45, IRAS 12515-0821, PGC 43870.